# Bombus huntii
Bombus huntii (лат.) — вид шмелей из семейства настоящих пчёл, относящийся к подроду Pyrobombus и видовой группе Bombus lapponicus.

## Описание
Обитают в высокогорных кустарниковых пустынях, а также в прериях и лугах в северной части своего ареала в Северной Америки. В южной части своего ареала в Мексике он обитает в сосновых экосистемах, и его можно найти на больших высотах, например, на вершинах высоких вулканов. Шмель активен летом и осенью, а в южных районах летает большую часть года. Гнездится под землей. Самцы патрулируют определённые маршруты в поисках партнера для спаривания. В Мексике этот вид летает большую часть года, но в основном с июня по октябрь. Самки были собраны ещё в феврале в Мексике.
Пищевые растения, которые посещает этот вид, включают Chrysothamnus, чертополох, подсолнухи, пенстемоны, фацелии, смородину, рудбекии и клевер.
Эксперименты показывают, что этот и другие местные виды являются эффективными опылителями сельскохозяйственных культур, таких как томаты, и что коммерческое выращивание будет жизнеспособной альтернативой внедрению для этой цели неместных пчел.

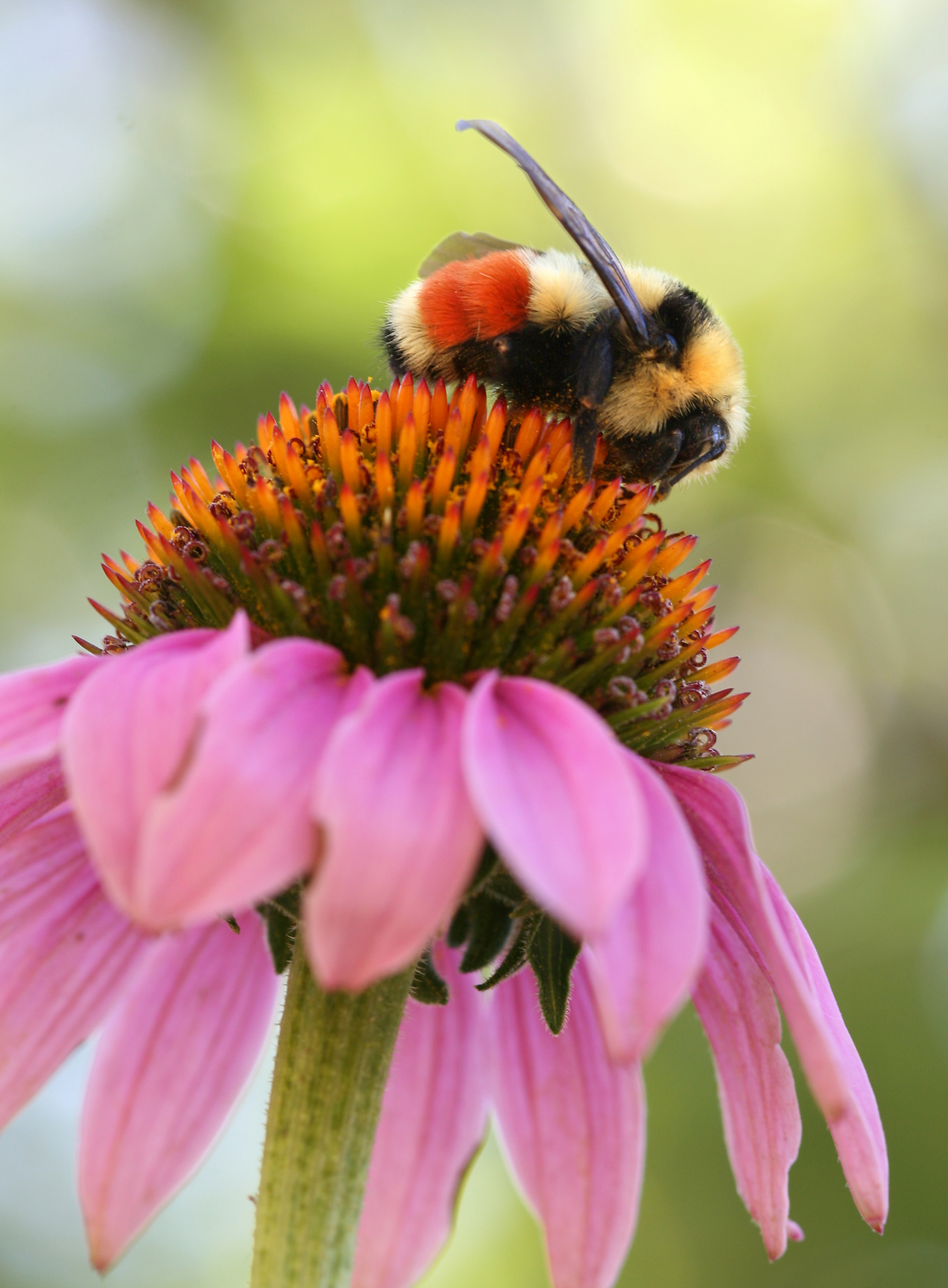

## Распространение
Распространён в западной и восточной частях Северной Америки.
Этот вид сократился в численности, но он по-прежнему является одним из наиболее распространенных пчёл в западной части Северной Америки.